# Porte chiuse (film 1945)
Porte chiuse è un film del 1945 diretto da Carlo Borghesio e Fernando Cerchio.